# Kupang
För andra betydelser, se Kupang (olika betydelser).
Kupang är en stad på sydvästra Timor i Indonesien. Den är administrativ huvudort för provinsen Nusa Tenggara Timur och har cirka 435 000 invånare (2019). Staden är säte för ett katolskt ärkestift och har sitt eget universitet sedan 1962. Kupang har cementindustri och är en exporthamn.